# Harry Emmery

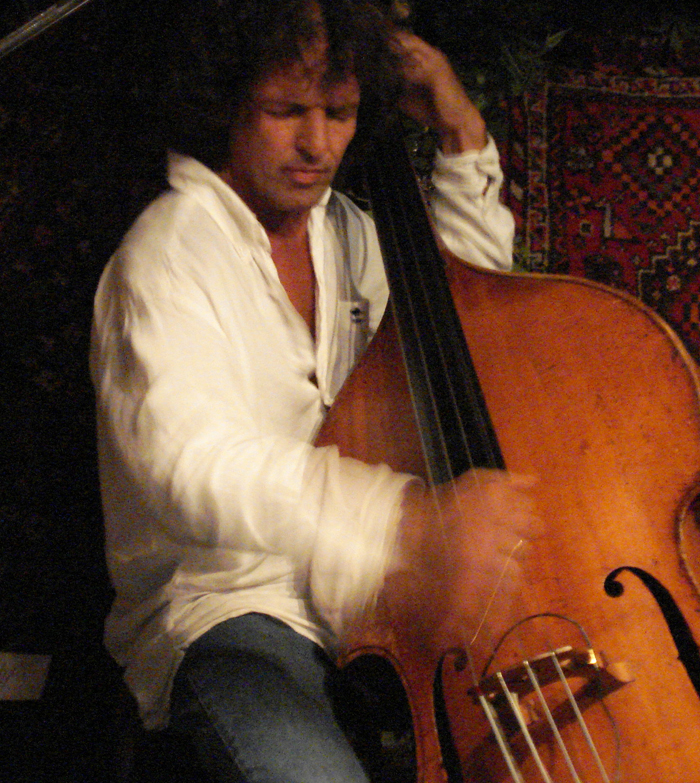
Harry Emmery

Harry Emmery is een Nederlandse contrabassist, componist, arrangeur, muziekproducent en -docent (onder andere aan het Rotterdams Conservatorium).

## Biografie
Emmery begon zijn studie klassiek contrabas aan het Rotterdams Conservatorium op 12-jarige leeftijd. Daar speelde hij cello, contrabas en basgitaar. Harry Emmery speelde in verscheidene bands, zoals The Serenade, The Lucy Steymel Band, Peter Blanker Consort en bij Joost Nuissl. Na deze periode is hij overgestapt naar de jazz.
In zijn 35-jarige carrière heeft Emmery contrabas gespeeld op veel (jazz)podia en op verschillende festivals in binnen- en buitenland. In zijn carrière heeft Harry negentig albums gemaakt en heeft hij gespeeld met onder anderen Archie Shepp, Louis Hayes, Freddy Hubbard, Joe Farell, Duke Jordan, Ann Burton, Jan Kuiper en Theo Jörgensmann. Lange tijd werkte Harry als studiomuzikant en speelde hij in diverse omroeporkesten zoals de Skymasters en het VARA-dansorkest. Hij speelde meerdere malen op het North Sea Jazz Festival. Op negenentwintigjarige leeftijd werd Harry gevraagd door Rogier van Otterloo (dirigent van het Metropole Orkest) om te spelen voor het Metropole Orkest. Dit resulteerde in een carrière van zeven jaar als eerste contrabassist.
Sinds 1991 is Emmery freelance contrabassist en speelt regelmatig met zijn eigen band met verschillende solisten en in diverse andere formaties zoals Lisa Boray & Friends, Rob Agerbeek Trio, Dolf de Vries Trio en Louis van Dijk Superband. Ook is hij producer en doceert aan de Hogeschool voor de Kunsten in Utrecht. Emmery schrijft eveneens filmmuziek.

## Geluidsfragment
- Harry Emmery

- Bibliothèque nationale de France: cb139492073 (data)
- Gemeinsame Normdatei: 134676874
- International Standard Name Identifier: 0000 0000 5518 9745
- Library of Congress Control Number: n96007754
- MusicBrainz: 69ed3920-20ba-4758-ac0e-f56f46d61089
- Nederlandse Thesaurus van Auteursnamen: 072767928
- Virtual International Authority File: 64196920
- WorldCat: E39PBJhmKX7Jj34Tvrk3CvdJDq